# Venom: Let There Be Carnage
Venom: Let There Be Carnage är en amerikansk superhjältefilm från 2021, baserad på Marvel Comics karatär Venom. Filmen är en uppföljare till Venom från 2018, producerad av Columbia Pictures och är den andra filmen i Sony's Spider-Man Universe (SSU). Den är regisserad av Andy Serkis, med manus av Kelly Marcel.
Filmen var först planerad att ha premiär den 2 oktober 2020, men på grund av COVID-19-pandemin har filmen blivit uppskjuten flera gånger. Den hade biopremiär i Sverige den 20 oktober 2021, utgiven av SF Studios.

## Rollista (i urval)
- Tom Hardy – Eddie Brock / Venom
- Woody Harrelson – Cletus Kasady / Carnage
- Michelle Williams – Anne Weying
- Naomie Harris – Frances Barrison / Shriek
- Stephen Graham – Detective Mulligan
- Reid Scott – Dr. Dan Lewis
- Laurence Spellman – Psycho Patient
- Peggy Lu – Mrs. Chen
- Sian Webber – Dr. Pazzo
- Alfredo Tavares – SFPD Uniformed
- Mel Powell – Marin County Sheriff
- Tom Holland – Peter Parker / Spider-Man (cameo)
- J.K. Simmons – J. Jonah Jameson (cameo)